# Bernhard Scheven
Bernhard Scheven (* 1874 in Münster, Provinz Westfalen; † 7. Mai 1907 in Neuss, Rheinprovinz) war ein deutscher Bildhauer.

## Leben

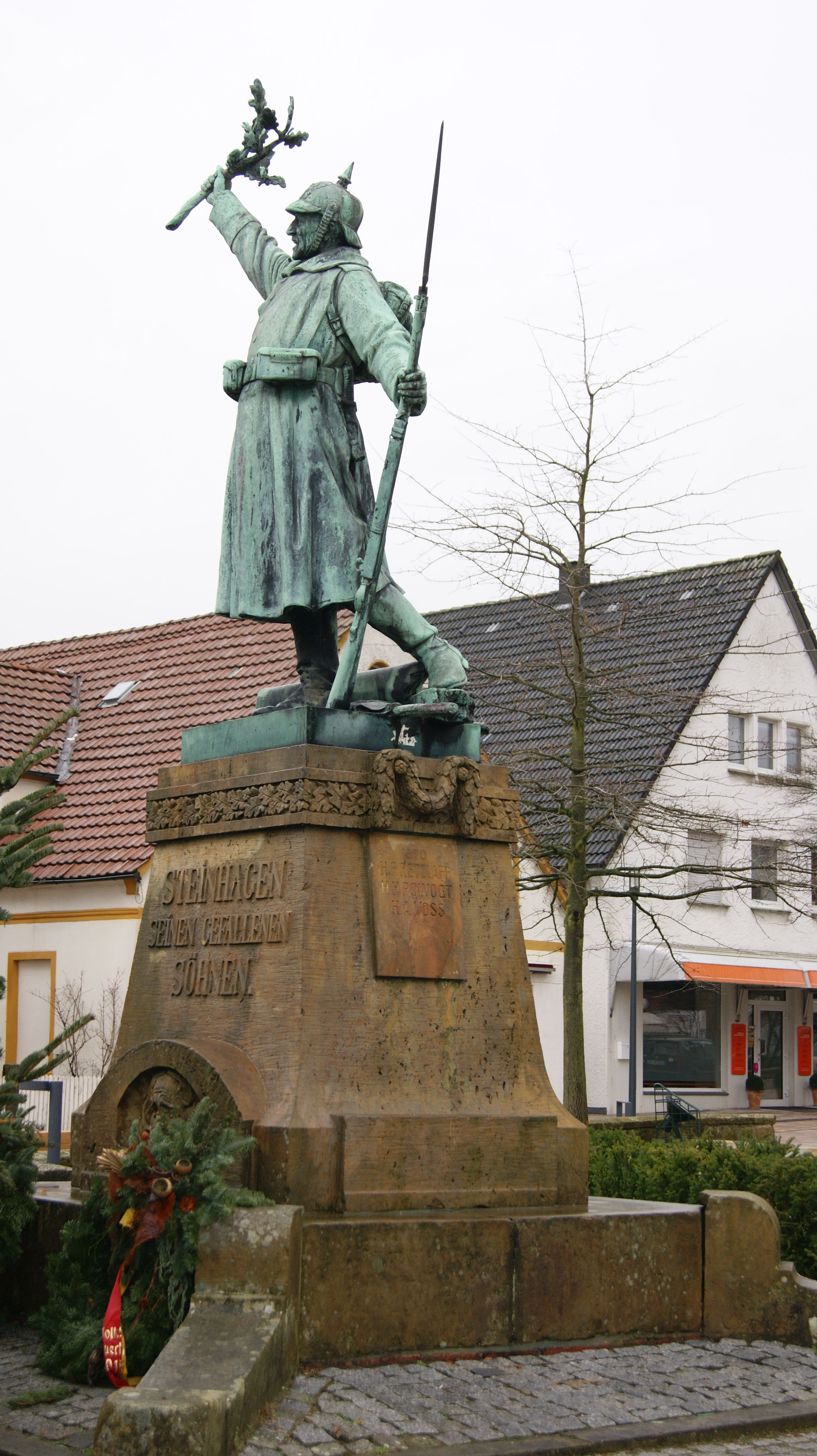
Kriegerdenkmal Steinhagen

Bernhard Scheven studierte Bildhauerei an der Kunstakademie Düsseldorf. Als Bildhauer ließ er sich in Wiedenbrück nieder. Er schuf ein Kriegerdenkmal für die Gefallenen des Deutsch-Französischen Krieges in Steinhagen. 1906 nahm er an der „Deutschen Kunstausstellung“ des Verbands der Kunstfreunde in den Ländern am Rhein in der Kölner Flora teil.